# UHF-Algebra
UHF-Algebren werden im mathematischen Teilgebiet der Funktionalanalysis untersucht. Es handelt sich dabei um eine Klasse von C*-Algebren, die nach ihrem Entdecker James Glimm auch Glimm-Algebren genannt werden. Die UHF-Algebren sind einfach, das heißt, sie besitzen außer 0 und sich selbst keine zweiseitigen Ideale, und sie können zur Konstruktion bestimmter Von-Neumann-Algebren herangezogen werden.

## Konstruktion
Es bezeichne {\displaystyle M_{n}} die C*-Algebra der komplexen {\displaystyle n\times n}-Matrizen. Ist {\displaystyle n} ein Teiler von {\displaystyle m}, so sei {\displaystyle \iota :M_{n}\rightarrow M_{m}} derjenige *-Homomorphismus, der eine Matrix aus {\displaystyle M_{n}} auf diejenige {\displaystyle m\times m}-Matrix abbildet, die aus {\displaystyle m/n} Kopien der Ausgangsmatrix längs der Diagonalen besteht, zum Beispiel
{\displaystyle M_{2}\rightarrow M_{6},{\begin{pmatrix}x_{11}&x_{12}\\x_{21}&x_{22}\end{pmatrix}}\mapsto {\begin{pmatrix}x_{11}&x_{12}&0&0&0&0\\x_{21}&x_{22}&0&0&0&0\\0&0&x_{11}&x_{12}&0&0\\0&0&x_{21}&x_{22}&0&0\\0&0&0&0&x_{11}&x_{12}\\0&0&0&0&x_{21}&x_{22}\end{pmatrix}}}.
Dieser *-Homomorphismus ist injektiv und bildet das Einselement auf das Einselement ab. Da injektive *-Homomorphismen zwischen C*-Algebren automatisch isometrisch sind, kann man {\displaystyle M_{n}} in diesem Sinne als Unteralgebra von {\displaystyle M_{m}} auffassen, und statt {\displaystyle \iota } schreiben wir einfach {\displaystyle M_{n}\subset M_{m}}.
Ist nun {\displaystyle {\vec {n}}=(n_{k})_{k\in \mathbb {N} }} eine Folge natürlicher Zahlen {\displaystyle \geq 2}, so erhält man eine Kette von Inklusionen:
{\displaystyle M_{n_{1}}\subset M_{n_{1}\cdot n_{2}}\subset M_{n_{1}\cdot n_{2}\cdot n_{3}}\subset \ldots }.
Auf der Vereinigung {\displaystyle \bigcup _{k=1}^{\infty }M_{n_{1}\cdot \ldots \cdot n_{k}}} gibt es dann eine eindeutige Norm, die jede der C*-Normen von {\displaystyle M_{n_{1}\cdot \ldots \cdot n_{k}}} fortsetzt, und daher bis auf die Vollständigkeit alle Eigenschaften einer C*-Norm hat. Die Vervollständigung ist daher eine C*-Algebra, die man UHF-Algebra oder Glimm-Algebra vom Rang {\displaystyle {\vec {n}}} nennt.

## Eigenschaften

### Isomorphien
Die UHF-Algebren hängen natürlich von der definierenden Folge {\displaystyle {\vec {n}}=(n_{k})_{k\in \mathbb {N} }} ab. 
Zu jeder Primzahl {\displaystyle p} sei {\displaystyle \delta _{\vec {n}}(p)\in \mathbb {N} \cup \{\infty \}} das Supremum aller {\displaystyle n\in \mathbb {N} }, so dass {\displaystyle p^{n}} ein Teiler von {\displaystyle n_{1}\cdot \ldots \cdot n_{k}}, wobei {\displaystyle k} gegen Unendlich läuft. Dadurch wird der definierenden Folge {\displaystyle {\vec {n}}} die Folge {\displaystyle \delta _{\vec {n}}=(\delta _{\vec {n}}(p))_{p}} zugeordnet, die man in Analogie zur Primfaktorzerlegung natürlicher Zahlen auch als {\displaystyle \prod _{p}p^{\delta _{\vec {n}}(p)}} schreibt und eine übernatürliche Zahl nennt, was freilich nur rein symbolisch zu verstehen ist; {\displaystyle p} durchläuft hierbei alle Primzahlen. 
Es gilt
- Zwei UHF-Algebren vom Rang {\displaystyle {\vec {n}}} bzw. {\displaystyle {\vec {m}}} sind genau dann isomorph, wenn die zugeordneten übernatürlichen Zahlen gleich sind, das heißt falls {\displaystyle \delta _{\vec {n}}(p)=\delta _{\vec {m}}(p)} für alle Primzahlen {\displaystyle p}.

Dieser Satz findet sich bereits in . Insbesondere gibt es überabzählbar viele paarweise nicht-isomorphe UHF-Algebren.

### UHF-Algebren als AF-Algebren
Nach oben angegebener Konstruktion sind UHF-Algebren spezielle AF-Algebren; letztere sind allerdings erst später eingeführt worden.
Ist {\displaystyle {\vec {n}}=(n_{k})_{k\in \mathbb {N} }} der Rang der UHF-Algebra, so ist das zugehörige Bratteli-Diagramm gegeben durch
{\displaystyle {\begin{matrix}&\rightrightarrows &&\rightrightarrows &&\rightrightarrows &\\n_{1}&\vdots &n_{1}\cdot n_{2}&\vdots &n_{1}\cdot n_{2}\cdot n_{3}&\vdots &n_{1}\cdot n_{2}\cdot n_{3}\cdot n_{4}\ldots \\&\underbrace {\rightarrow } _{n_{2}\,{\text{mal}}}&&\underbrace {\rightarrow } _{n_{3}\,{\text{mal}}}&&\underbrace {\rightarrow } _{n_{4}\,{\text{mal}}}\end{matrix}}}.
Man liest unmittelbar ab, dass alle UHF-Algebren einfach sind, was sich aber auch ohne die Verwendung der Bratteli-Diagramme zeigen lässt. Als AF-Algebren werden UHF-Algebren auch durch ihre geordnete, skalierte K0-Gruppe klassifiziert, diese ist isomorph zu
{\displaystyle \left\{{\frac {a}{b}};\,a,b\in \mathbb {Z} ,b\neq 0,b|n_{1}\cdot \ldots \cdot n_{k}{\text{ für ein }}k\in \mathbb {N} \right\}\subset \mathbb {Q} }
mit der durch [0,1] gegebenen Skala.

### Darstellungen
UHF-Algebren sind antiliminal. Jede irreduzible Darstellung ist treu und ihr Bild enthält außer 0 keinen weiteren kompakten Operator. UHF-Algebren besitzen überabzählbar viele, paarweise nicht-äquivalente, irreduzible Darstellungen.

## Konstruktion von Faktoren
Jede UHF-Algebra {\displaystyle A} besitzt einen eindeutigen Spurzustand, das heißt ein stetiges lineares Funktional {\displaystyle \tau } mit {\displaystyle \tau (x^{*}x)\geq 0}, {\displaystyle \tau (1)=1} und {\displaystyle \tau (xy)=\tau (yx)} für alle Elemente {\displaystyle x,y\in A}. 
Die zugehörige GNS-Konstruktion liefert eine Darstellung {\displaystyle \pi _{\tau }:A\rightarrow L(H)} auf einem Hilbertraum {\displaystyle H}. Man kann zeigen, dass der Bikommutant des Bildes {\displaystyle \pi _{\tau }(A)^{''}\subset L(H)} ein Typ II1-Faktor ist.
Man nennt Faktoren hyperfinit, wenn sie als Von-Neumann-Algebren durch eine aufsteigende Folge endlich-dimensionaler Unter-von-Neumann-Algebren erzeugt werden. 
Daraus leitet sich der Name der UHF-Algebren ab, denn diese liegen in solchen hyperfiniten Faktoren, UHF steht für uniformly-hyperfinite.
Eine besondere Rolle spielt die CAR-Algebra, die gleich der UHF-Algebra mit der übernatürlichen Zahl {\displaystyle 2^{\infty }} ist. In  werden Darstellungen dieser Algebra konstruiert, deren Bilder Typ III-Faktoren als Bikommutanten haben.